# پورتو مانتوانو
پورتو مانتوانو (به ایتالیایی: Porto Mantovano) یک کومونه در ایتالیا است که در استان منتووا واقع شده‌است.

## خصوصیات
پورتو مانتوانو ۳۷ کیلومترمربع مساحت و ۱۵٬۶۴۰ نفر جمعیت دارد و ۲۹ متر بالاتر از سطح دریا واقع شده‌است.